# Hiptis
Hiptis (lat. Hyptis), biljni rod iz porodice usnatica smješten u podtribus Hyptidinae, dio tribusa Salviae. Opisan je u Collectanea 1: 101–103. 1786 [1787] Sastoji se od 168 vrsta u tropskoj i suptropskoj Americi i Karibima. Neke vrste uverzene su po drugim kontinentima 
Tipična vrsta je jednogodišnja biljka Hyptis capitata Jacq.

## Opis
Jednogodišnje  do višegodišnje zeljaste biljke i grmlje.

## Vrste
1. Hyptis actinocephala Griseb.
2. Hyptis adamantium A.St.-Hil. ex Benth.
3. Hyptis alata (Raf.) Shinners
4. Hyptis albolanata Antar, A.Soares & Harley; otkrivena 2023.
5. Hyptis alpestris A.St.-Hil. ex Benth.
6. Hyptis alutacea Pohl ex Benth.
7. Hyptis amaurocaulis Briq.
8. Hyptis ammotropha Griseb.
9. Hyptis angulosa Schott ex Benth.
10. Hyptis angustifolia Pohl ex Benth.
11. Hyptis arenaria Benth.
12. Hyptis argentea Epling & Mathias
13. Hyptis armillata Epling
14. Hyptis asteroides A.St.-Hil. ex Benth.
15. Hyptis atrorubens Poit.
16. Hyptis australis Epling
17. Hyptis bahiensis Harley
18. Hyptis balansae Briq.
19. Hyptis bicolor Epling
20. Hyptis brachiata Briq.
21. Hyptis brachypoda Epling
22. Hyptis brevipes Poit.
23. Hyptis cachimboensis Harley
24. Hyptis caduca Epling
25. Hyptis caespitosa A.St.-Hil. ex Benth.
26. Hyptis campestris Harley & J.F.B.Pastore
27. Hyptis capitata Jacq.
28. Hyptis coccinea Mart. ex Benth.
29. Hyptis colligata Epling & Játiva
30. Hyptis colubrimontis Epling & Játiva
31. Hyptis comaroides (Briq.) Harley & J.F.B.Pastore
32. Hyptis complicata A.St.-Hil. ex Benth.
33. Hyptis conferta Pohl ex Benth.
34. Hyptis corymbosa Benth.
35. Hyptis crassipes Epling
36. Hyptis crenata Pohl ex Benth.
37. Hyptis cruciformis Epling
38. Hyptis cualensis J.G.González & Art.Castro
39. Hyptis cymulosa Benth.
40. Hyptis deminuta (Epling) Epling
41. Hyptis dictyodea Pohl ex Benth.
42. Hyptis dilatata Benth.
43. Hyptis ditassoides Mart. ex Benth.
44. Hyptis divaricata Pohl ex Benth.
45. Hyptis dumetorum Morong
46. Hyptis eriocauloides A.Rich.
47. Hyptis fallax Harley
48. Hyptis ferruginosa Pohl ex Benth.
49. Hyptis florida Benth.
50. Hyptis frondosa S.Moore
51. Hyptis gardneri Briq.
52. Hyptis goyazensis A.St.-Hil. ex Benth.
53. Hyptis grisea Harley
54. Hyptis guanchezii Harley
55. Hyptis hamatidens Epling & Játiva
56. Hyptis hassleri Briq.
57. Hyptis havanensis Britton ex Epling
58. Hyptis heterophylla Benth.
59. Hyptis hilarii Benth.
60. Hyptis hirsuta Kunth
61. Hyptis hispida Benth.
62. Hyptis homalophylla Pohl ex Benth.
63. Hyptis huberi Harley
64. Hyptis humilis Benth.
65. Hyptis hygrobia Briq.
66. Hyptis imbricata Pohl ex Benth.
67. Hyptis imbricatiformis Harley
68. Hyptis imitans Epling
69. Hyptis inodora Schrank
70. Hyptis intermedia Epling
71. Hyptis involucrata Benth.
72. Hyptis kempffiana Harley
73. Hyptis kramerioides Harley & J.F.B.Pastore
74. Hyptis laciniata Benth.
75. Hyptis lacustris A.St.-Hil. ex Benth.
76. Hyptis lagenaria A.St.-Hil. ex Benth.
77. Hyptis lanceolata Poir.
78. Hyptis langlassei Fernald
79. Hyptis lantanifolia Poit.
80. Hyptis lanuginosa Glaziou ex Epling
81. Hyptis lappacea Benth.
82. Hyptis lappulacea Mart. ex Benth.
83. Hyptis lavandulacea Pohl ex Benth.
84. Hyptis lavoisierifolia A.Soares, J.F.B.Pastore & Harley
85. Hyptis leptoclada Benth.
86. Hyptis linarioides Pohl ex Benth.
87. Hyptis lobata A.St.-Hil. ex Benth.
88. Hyptis loeseneriana Pilg.
89. Hyptis longifolia Pohl ex Benth.
90. Hyptis lorentziana O.Hoffm.
91. Hyptis lucida Pohl ex Benth.
92. Hyptis lutescens Pohl ex Benth.
93. Hyptis luticola Epling
94. Hyptis macrocephala M.Martens & Galeotti
95. Hyptis marrubioides Epling
96. Hyptis maya Harley
97. Hyptis melittiflora Harley & J.F.B.Pastore
98. Hyptis meridionalis Harley & J.F.B.Pastore
99. Hyptis microphylla Pohl ex Benth.
100. Hyptis microsphaera Epling
101. Hyptis minutifolia Griseb.
102. Hyptis mollis Pohl ex Benth.
103. Hyptis monticola Mart. ex Benth.
104. Hyptis muelleri Briq.
105. Hyptis multibracteata Benth.
106. Hyptis nigrescens Pohl ex Benth.
107. Hyptis nudicaulis Benth.
108. Hyptis obtecta Benth.
109. Hyptis obtusiflora C.Presl ex Benth.
110. Hyptis odorata Benth.
111. Hyptis orbiculata Pohl ex Benth.
112. Hyptis origanoides Pohl ex Benth.
113. Hyptis ovalifolia Benth.
114. Hyptis ovata Pohl ex Benth.
115. Hyptis pachyarthra Briq.
116. Hyptis pachycephala Epling
117. Hyptis pachyphylla Epling
118. Hyptis paludosa A.St.-Hil. ex Benth.
119. Hyptis parkeri Benth.
120. Hyptis passerina Mart. ex Benth.
121. Hyptis pastorei Harley & Antar
122. Hyptis paupercula Epling
123. Hyptis penaeoides Taub. ex Ule
124. Hyptis personata Epling
125. Hyptis petiolaris Pohl ex Benth.
126. Hyptis proteoides A.St.-Hil. ex Benth.
127. Hyptis pseudolantana Epling
128. Hyptis pseudosinuata Epling
129. Hyptis pulchella Briq.
130. Hyptis pulegioides Pohl ex Benth.
131. Hyptis pusilla (Pohl) Harley & J.F.B.Pastore
132. Hyptis pycnocephala Benth.
133. Hyptis pyriformis Epling & Játiva
134. Hyptis radicans (Pohl) Harley & J.F.B.Pastore
135. Hyptis ramosa Pohl ex Benth.
136. Hyptis recurvata Poit.
137. Hyptis remota Pohl ex Benth.
138. Hyptis rhypidiophylla Briq.
139. Hyptis rhytidea Benth.
140. Hyptis riparia Harley
141. Hyptis rondonii Epling
142. Hyptis rotundifolia Benth.
143. Hyptis rubiginosa Benth.
144. Hyptis salicina J.A.Schmidt
145. Hyptis salvioides (Zahlbr.) comb.ined.
146. Hyptis savannarum Briq.
147. Hyptis saxatilis A.St.-Hil. ex Benth.
148. Hyptis selloi Benth.
149. Hyptis sericea Benth.
150. Hyptis shaferi Britton
151. Hyptis sinuata Pohl ex Benth.
152. Hyptis spathulata Harley
153. Hyptis subviolacea Briq.
154. Hyptis tetracephala Bordignon
155. Hyptis tetragona Pohl ex Benth.
156. Hyptis tricephala A.St.-Hil. ex Benth.
157. Hyptis tuberosa Harley
158. Hyptis tumidicalyx Epling & Játiva
159. Hyptis turnerifolia Mart. ex Benth.
160. Hyptis tweediei Benth.
161. Hyptis uliginosa A.St.-Hil. ex Benth.
162. Hyptis uncinata Benth.
163. Hyptis velutina Pohl ex Benth.
164. Hyptis vilis K.Koch & C.D.Bouché
165. Hyptis villosa Pohl ex Benth.
166. Hyptis viminea Epling
167. Hyptis woodii Harley
168. Hyptis xanthiocephala Mart. ex Benth.

## Sinonimi
- Hypothronia Schrank; Syll. Ratisb. 1: 85 (1824)
- Peltodon Pohl; Pl. Brazil Ic. 1: 66. tt. 54-56 (1827)